# 格羅姆欣高地

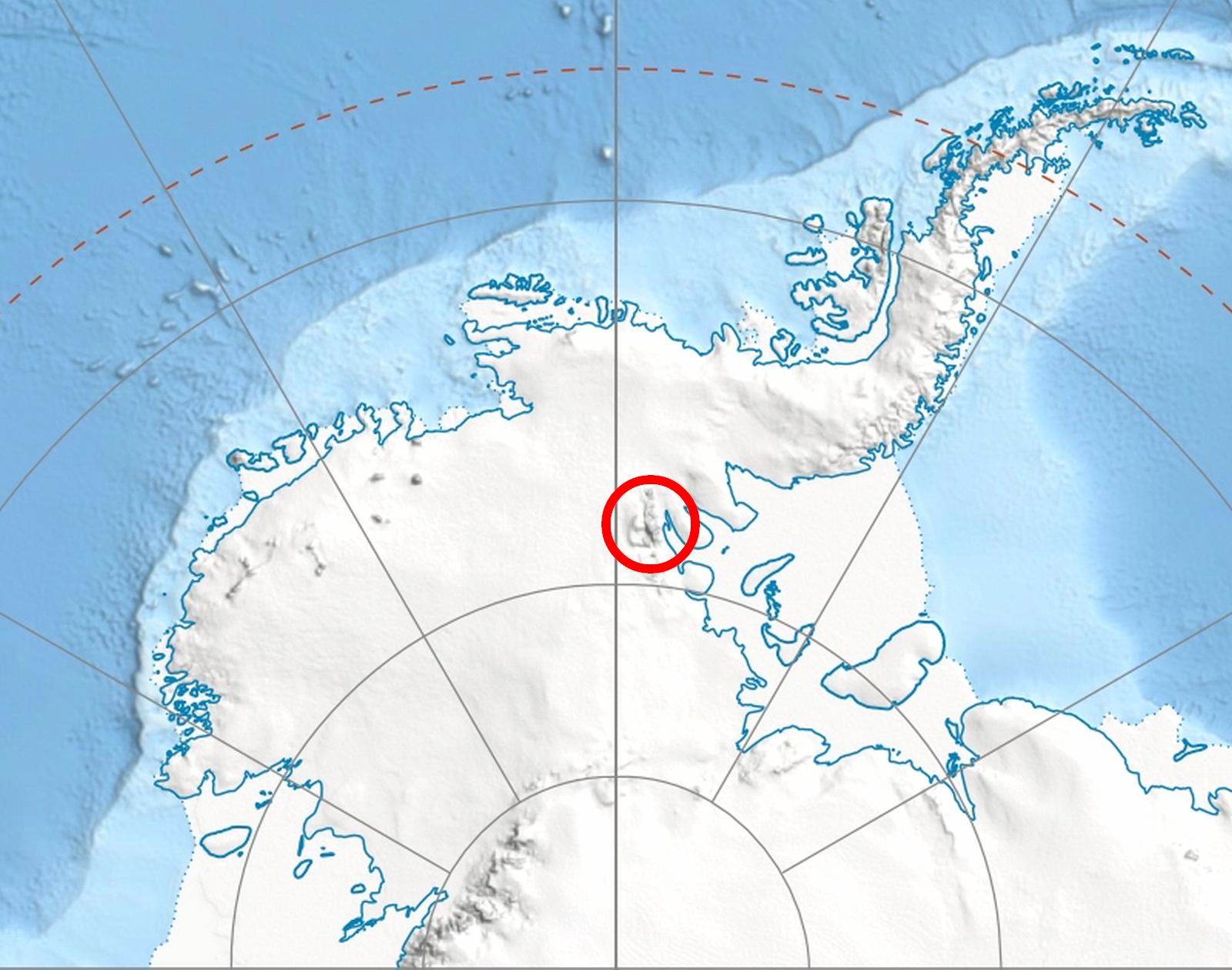

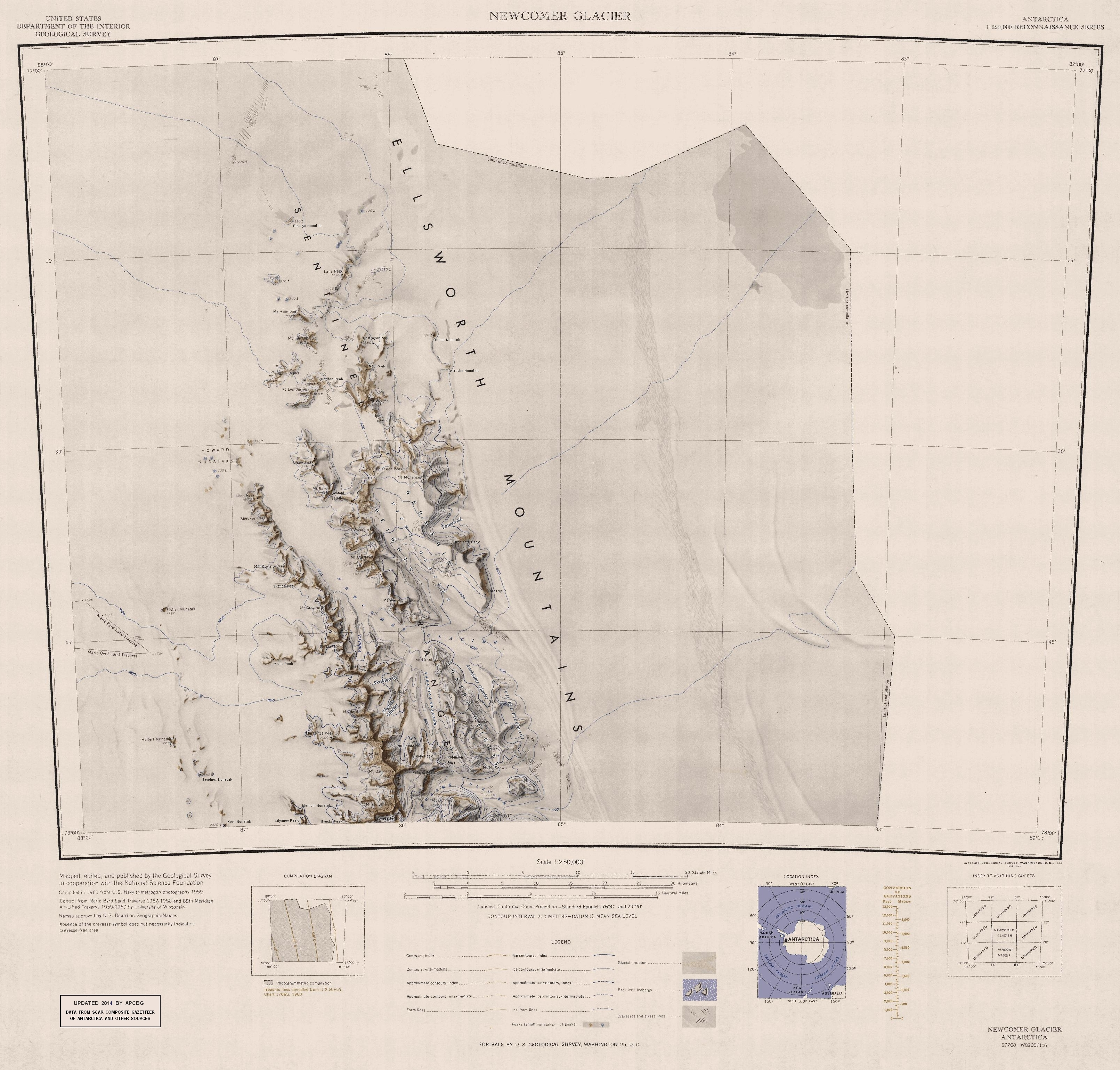

格羅姆欣高地（英語：Gromshin Heights）是南極洲的高地，位於埃爾斯沃思地，屬於埃爾斯沃思山脈中森蒂納爾嶺的一部分，長35公里、寬20公里，最高點是海拔高度2,790米的莫根森山，現時由南極條約體系管理。